# Wildbach (Aue-Bad Schlema)

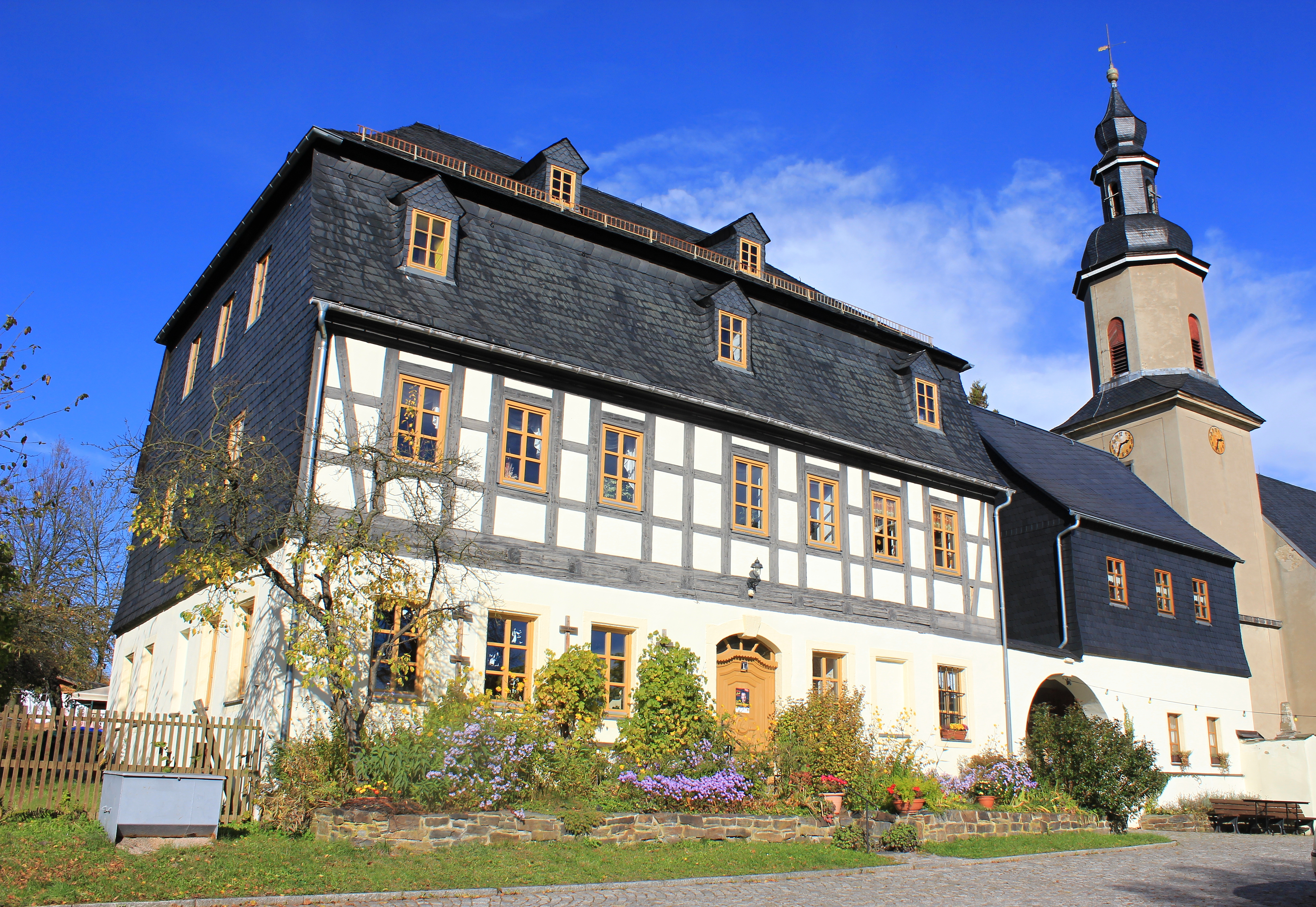
Kirche und Pfarrhaus in Wildbach

Wildbach ist seit 2019 ein Ortsteil der Großen Kreisstadt Aue-Bad Schlema im Erzgebirgskreis und seit 2023 „staatlich anerkannter Kurort“ (Heilbad).

## Geographie

### Geographische Lage
Wildbach liegt im Westerzgebirge an der Grenze zum Landkreis Zwickau. Durch den Ort fließt der Wildbach, welcher im Osten des Dorfes in die Zwickauer Mulde mündet. In Wildbach befand sich der tiefste Punkt des ehemaligen Landkreises Aue-Schwarzenberg.

### Nachbarorte
|            | Hartenstein mit Stein                       |                             |
| Langenbach | Kompassrose, die auf Nachbargemeinden zeigt | Bad Schlema (Niederschlema) |
| Schneeberg | Bad Schlema (Oberschlema)                   |                             |

## Geschichte

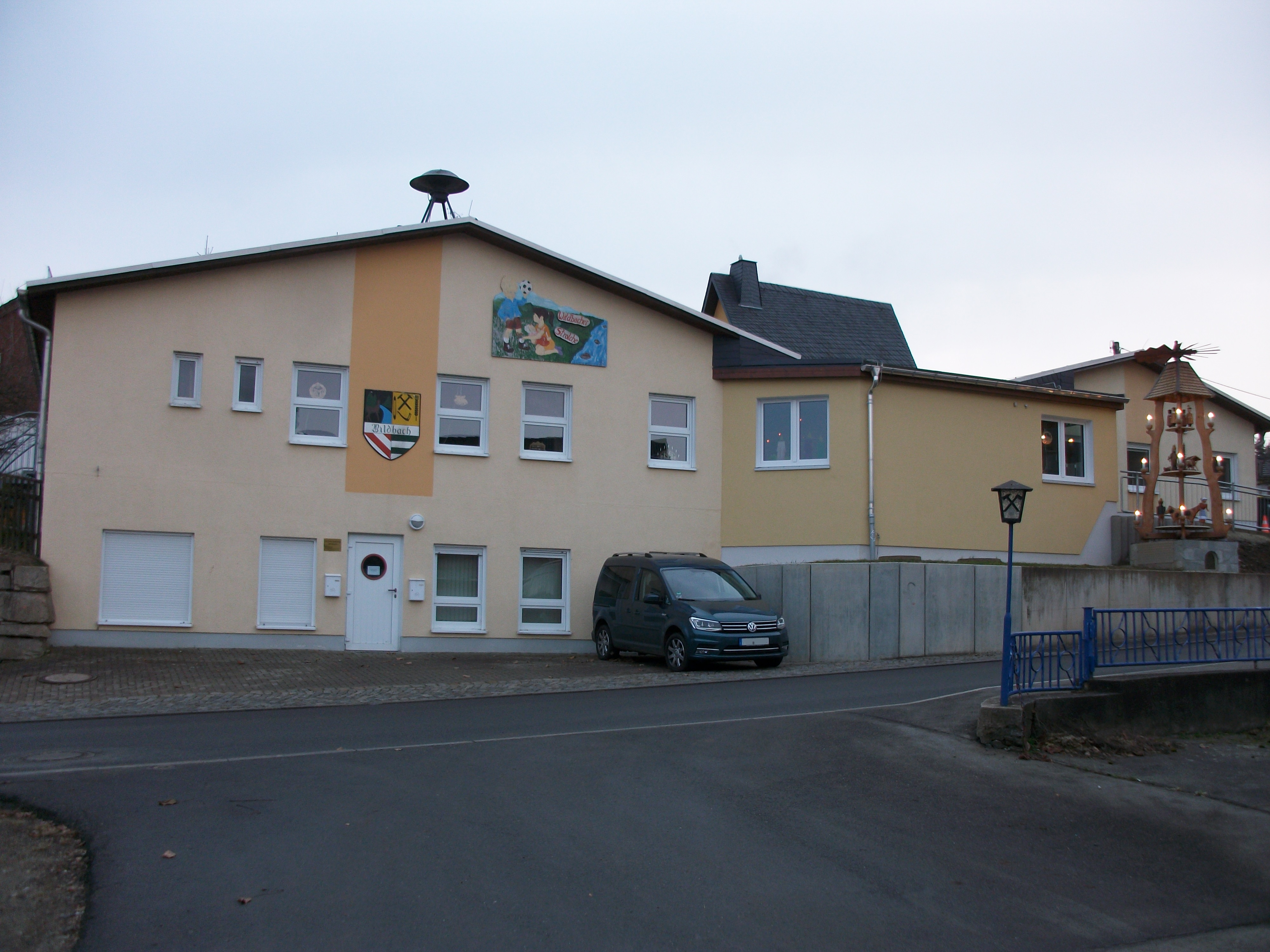
Ortsverwaltung Wildbach mit Ortspyramide

### Überblick

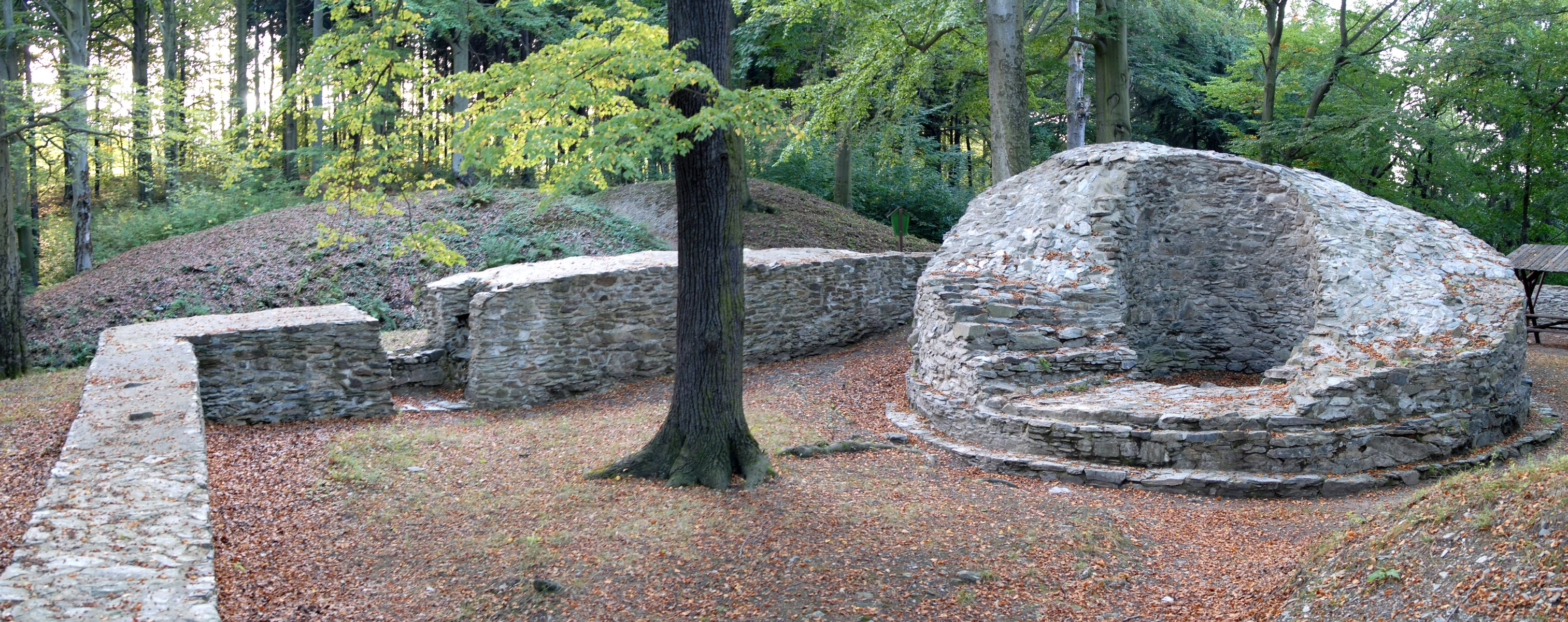
Ruine der Isenburg bei Wildbach

Wenngleich die Gründung von Wildbach im Dunkel der Geschichte verborgen liegt, wird als Grundlage für die Ortsjubiläen, jedoch ohne urkundlichen Nachweis, die Zeit um 1157 für das Anlegen des Dorfs angesetzt. Gründer des Waldhufendorfes Wildbach waren fränkische und thüringische Bauern. Nach 1170 wurde die Isenburg bei Wildbach als Befestigungsanlage errichtet. Als Bauherren gelten die Vögte von Weida und die Herren aus Wiesenburg. Nach 1320 wurde die Burg zerstört und existiert seitdem als Ruine.
Als urkundliche Ersterwähnungen von Wildbach sind die Jahre 1446 und 1478 bekannt. Wildbach gehörte wie das Nachbardorf Langenbach zur schönburgischen Herrschaft Stein und bildete mit dem Nachbarort ein Kirchspiel. Im Jahr 1542 setzte sich die Reformation im Ort durch; der erste schriftliche Nachweis eines evangelischen Pfarrers, Matthias Gering, datiert auf 1559. Eine eigene Dorfschule wurde 1727 erbaut.
Der letzte Bär der Region wurde 1747 in der Bärenschlucht bei Wildbach erlegt. Aufgrund der Baufälligkeit der alten Kirche wurde ab 1804 ein Neubau durchgeführt. Dabei wurden sowohl Abbruchmaterial aus der alten Kirche als auch Baustoffe aus der Ruine der Isenburg genutzt. Dort waren bereits 1751 Sprengungen durchgeführt und große Mengen Steine nach Wildbach gebracht worden. Der Neubau verzögerte sich jedoch um mehr als 50 Jahre. Die Weihe der heutigen Kirche erfolgte schließlich 1806. 1814 wurde eine Orgel von Johann Andreas Hesse aus Lunzenau eingebaut, die jedoch 1909 durch die Dresdner Orgelbaufirma Julius Jahn & Sohn umgebaut und erweitert wurde.
Im Staats- und Postlexikon von Sachsen führt August Schumann zu Wildbach u. a. aus: „Wildbach hat gegen 60 Häuser (…) und gegen 400 Bewohner. (…) Die meisten Häuser sind mit Feldgütern versehen, und 1819 gab man die Aussaat an zu 148 Schfl. Korn, 22 Schfl. Weitzen, 57 Schfl. Gerste, 255 Schfl. Hafer, die Erdäpferärndte aber auf 1915 Schfl. Im Süden besitzt der Ort ein ziemliches Stück Holzung. Er ist auch im Ganzen wohlhabend, obgleich die Felder steinig und bergig sind, hat schöne Gräserei, treibt auch etwas Klöppelei.“
Im Jahr 1875 gehörten Wildbach und Langenbach zu den Schönburgischen Herrschaften und wurden erst 1885 in die Amtshauptmannschaft Zwickau integriert. Die Industrialisierung im Ort begann 1883 mit Eröffnung der Poppenwald-Holzschleiferei. Die örtliche Freiwillige Feuerwehr wurde als „Feuerlöschverbund“ 1895 gegründet.
Mit dem Bau der Muldentalstraße von Niederschlema nach Hartenstein in den 1920er Jahren erhielt Wildbach eine bessere Ortsanbindung. Nach dem Ende des Zweiten Weltkrieges 1945 war Wildbach wie der damalige Kreis Zwickau zunächst amerikanisch besetzt. Erst durch die Kreis- und Bodenreform kam Wildbach 1952 zum damaligen Kreis Aue und wurde aus seiner jahrhundertelangen historischen Beziehung mit Hartenstein und Langenbach gerissen.
Im Jahr 1973 wurde die Wildbacher Schule wegen zu geringer Schülerzahl geschlossen. Seitdem werden die Kinder in Bad Schlema unterrichtet. Im Jahr 1994 wurde Wildbach in die Gemeinde Schlema eingemeindet und wechselte seine Postleitzahl von 08289 (Schneeberg) zu 08301 (Bad Schlema). Mit Bildung des Kirchspiels Bad Schlema-Wildbach im Jahr 2006 endete auch die jahrhundertealte kirchliche Verbindung mit dem Nachbarort Langenbach.
Zum 1. Januar 2019 fusionierten Aue und Bad Schlema zur Stadt Aue-Bad Schlema. Wildbach erhielt den Status eines offiziellen Ortsteils der neu gegründeten Großen Kreisstadt. Sämtliche Bürgerangelegenheiten können sowohl im Rathaus von Bad Schlema als auch im Rathaus Aue erledigt werden. Zusätzlich ist die Ortsverwaltung Wildbach einmal in der Woche besetzt. Am 1. Oktober 2023 wechselte die Postleitzahl von Wildbach im Zuge der Einführung einer einheitlichen Postleitzahl für Aue-Bad Schlema von 08301 zu 08280.
Wildbach ist seit 2023 „staatlich anerkannter Kurort“ (Heilbad).

### Entwicklung der Einwohnerzahl
| Jahr | Anz. Einwohner                  |
| ---- | ------------------------------- |
| 1599 | 032 besessene Mann              |
| 1750 | 022 besessene Mann, 026 Häusler |
| 1819 | 356                             |
| 1834 | 467                             |

| Jahr | Anz. Einwohner |
| ---- | -------------- |
| 1871 | 584            |
| 1890 | 959            |
| 1910 | 855            |
| 1925 | 911            |
| 1939 | 929            |

| Jahr | Anz. Einwohner |
| ---- | -------------- |
| 1946 | 0985           |
| 1950 | 1159           |
| 1964 | 0856           |
| 1990 | 0595           |
| 2011 | 0602           |

## Religionen

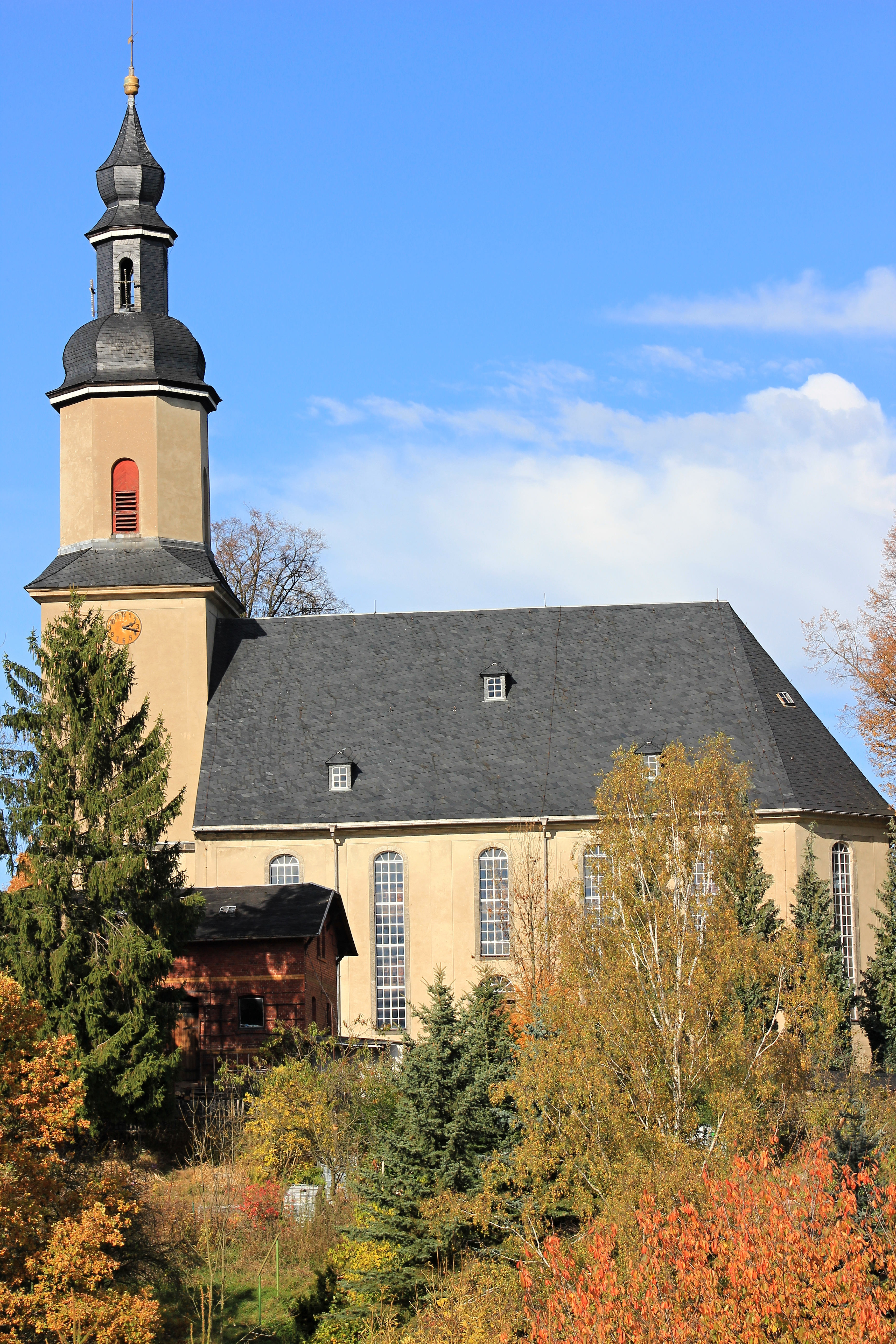
Dorfkirche Wildbach

Seit 1406 besaß das Geschlecht der Schönburger die Patronatsherrschaft über die Dörfer Langenbach und Wildbach. Die Parochie (Kirchspiel) Wildbach-Langenbach entstand mit der Einführung der Reformation im Jahr 1549. Die heutige Wildbacher Kirche wurde ab 1804 gebaut und 1806 geweiht. 1926 legte Fürst Günter zu Schönburg-Waldenburg die kirchliche Patronatsherrschaft nieder. Die ev.-luth. Kirchgemeinde Wildbach bildete bis 2005 ein Kirchspiel mit der Kirchgemeinde in Langenbach im Kirchenbezirk Aue. Seit 2006 gehört sie zur neu gegründeten Kirchgemeinde Bad Schlema-Wildbach. Somit wurde die Kirchgemeinde aus ihrer jahrhundertelangen historischen Bindung gelöst und den neueren politischen Grenzen Rechnung getragen. Langenbach bildet seitdem ein Kirchspiel mit der Kirchgemeinde Weißbach im Kirchenbezirk Zwickau.
Die Landeskirchliche Gemeinschaft Wildbach trifft sich im Pfarrhaus der Kirchgemeinde Wildbach.

## Kultur, Touristisches
Unter dem Namen WiKUSAWA – Wildbacher • Kunst & Sagen • Wald führte der Heimatverein Wildbach e. V. am 5. November 2019 ein kombiniertes Kunstprojekt durch und hatte die Einwohner zur inhaltlichen Ausgestaltung eingeladen. Die jährlich mehrmals stattfindenden Kunst-Projektwochen sollen fortgesetzt werden.
- Waldkonzerte,
- Holzbildhauersymposien,
- Theateraufführungen,
- Märchenstunden,
- Sagennächte sowie
- Mal- und Schnitzkurse.

Im September des Jahres 2022 organisiert der Heimatverein ein Traktor- und Oldtimertreffen im Ortsteil.

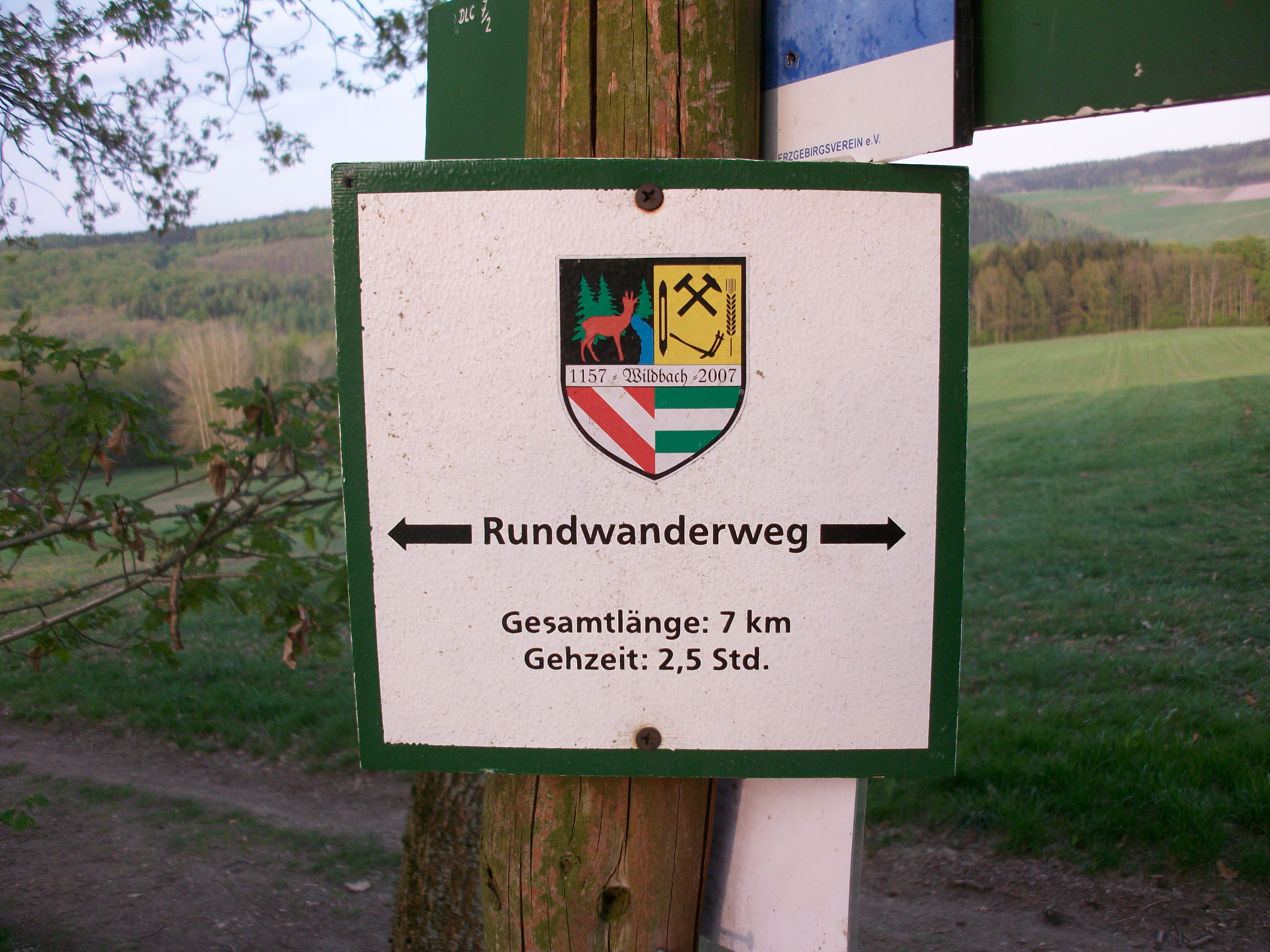
Rundwanderweg Wildbach, Wegweiser

Die relativ unberührte Natur um den Ortsteil ist zu einem schönen Rundwanderweg ausgebaut worden.